# مقاطعة ديلوير (أوكلاهوما)
مقاطعة ديلوير (بالإنجليزية: Delaware County)‏ هي إحدى مقاطعات ولاية أوكلاهوما في الولايات المتحدة الأمريكية.